# Winifred Robinson
Winifred Robinson (née le 7 décembre 1957) est une présentatrice de la BBC Radio pour l’émission You and Yours (en).

## Jeunesse
Robinson est née à Liverpool, quatrième de six filles d’un docker et d’une mère au foyer. Elle a fréquenté la Notre Dame Collegiate School (aujourd’hui Notre Dame Catholic College), un grammar school catholique romain pour filles situé dans la vallée d’Everton (Liverpool) (en).
En 1979, elle a obtenu un diplôme en littérature anglaise à l’université de Liverpool.

## Carrière
Robinson a commencé sa carrière au Catholic Pictorial, puis au journal Ormskirk Advertiser (en). Son premier poste dans la radiodiffusion fut dans la salle de rédaction de la radio BRMB (en) à Birmingham. Elle a ensuite rejoint Red Rose Radio (en) à Preston, puis les informations télévisées régionales de BBC North West Tonight (en). Elle a également présenté File on 4 (en). Robinson est devenue reporter pour l’émission Today (BBC Radio 4) (en) sur BBC Radio 4 en 1995 et en a brièvement été présentatrice, mais aurait été « écartée » en raison de son accent de Liverpool — une accusation démentie par la BBC — et Sarah Montague (en) a été nommée à sa place.
Robinson a ensuite rejoint You and Yours (en), tout en continuant de présenter des documentaires sur des questions sociales, un domaine qu’elle avait déjà exploré en tant que reporter pour Today. En 2007, elle est retournée dans le quartier de Norris Green (en) à Liverpool, où elle a passé la majeure partie de sa jeunesse, pour un documentaire radiophonique sur les problèmes rencontrés dans cette zone. Robinson a également écrit pour les journaux Daily Mail et The Independent.
Le 9 janvier 2018, Robinson a été écartée pour la journée de la présentation de You and Yours après avoir tweeté son soutien à Carrie Gracie (en), ancienne rédactrice en chef Chine de la BBC, qui avait démissionné. La BBC a indiqué que permettre à Robinson de diffuser à l’antenne sur une affaire de rémunération équitable enfreindrait les règles d’impartialité de l’entreprise.